# Oberleitungsbus Cagliari
Beim Oberleitungsbus Cagliari handelt es sich um das einzige System seiner Art auf der italienischen Mittelmeerinsel Sardinien. Es besteht aus drei Linien und wird vom Consorzio Trasporti e Mobilità (CTM) betrieben. Während seiner größten Ausdehnung hatte das im Jahr 1952 eröffnete Netz sieben Linien.

## Linien
Das aktuelle O-Busnetz besteht aus drei Linien, davon eine Durchmesser- und zwei Radiallinien. Letztere haben eine weitgehend identische Linienführung. Der zentrale Knotenpunkt des Netzes ist die Piazza Matteotti an der von allen Linien befahrenen Hafenpromenade Via Roma. Hier befindet sich zugleich der südwestliche Endpunkt der Linien 30 und 31. Durch die Via Roma und die Viale Bonaria bis zur Kreuzung am Cimitero Monumentale di Bonaria verläuft die von allen O-Buslinien genutzte Stammstrecke des Systems.
| Linie | Strecke                                               | Haltestellen | Taktfolge     | Typ              |
| ----- | ----------------------------------------------------- | ------------ | ------------- | ---------------- |
| 5     | Vergine di Lluc – Stazione FS – Cinquini              | 28 / 30      | 08–11 Minuten | Durchmesserlinie |
| 30    | Matteotti – Selargius – Quartu Sant’Elena – Matteotti | 28 / 22      | 10–11 Minuten | Radiallinie      |
| 31    | Matteotti – Quartu Sant’Elena – Selargius – Matteotti | 22 / 28      | 10–11 Minuten | Radiallinie      |

Die Linie 5 beginnt im Norden des Stadtzentrums, wo sie mittels einer weiträumigen Schleifenfahrt gegen den Uhrzeigersinn über Via Diego Cartello, Via Monsignor Ernesto Piovella die Endstelle in der Via Giovanni Cinquini erreicht. Zurück geht es über Via della Quirra, Via Ciociaria und Via Is Mirrionis. Dieser folgt sie ab dem Verzweigungspunkt der Schleife vorbei am Universitätssportgelände bis Giardini Pubblici. Auf der Viale Luigi Merello geht es dann weiter durch die Stadt, bis sich an deren Ende die Strecke aufgrund von Einbahnführungen aufteilt. Im Bereich des Bahnhofs (Stazione FS) trifft die Linie 5 auf die anderen O-Buslinien. Südöstlich der Stammstrecke verläuft sie dann auf Via Milano, Via della Pineta und über die Ponte Vittorio. Es folgt die Verzweigung der südöstlichen, ebenfalls gegen den Uhrzeigersinn befahrenen Blockschleife. Über die Straße Viale San Bartolomeo wird die Endhaltestelle Vergine di Lluc erreicht. Auf der Viale del Poetto geht es dann wieder zurück in Richtung Zentrum.
Die Linien 30 und 31 verlaufen ab dem Ende der Stammstrecke über die Via del Cimitero und die Via Dante Alighieri nach Norden und dann auf der Via San Benedetto und der Via Guglielmo Marconi nach Nordosten aus der Stadt heraus. Nach einem kurzen Überlandabschnitt folgt an der Via I Maggio die Verzweigung der beidseitig befahrbaren Wendeschleife durch Selargius und Sant’Elena. Im Zentrum von Selargius führen die Oberleitungen der beiden Fahrtrichtungen wegen Einbahnführungen durch verschiedene Straßen (Via Istria und Via Daniele Manin). Über Via Carlo Rosselli und Via Brigata Sassari führt die Schleife weiter ins benachbarte Sant’Elena. Auf der Guglielmo Marconi geht es von dort aus wieder zurück in Richtung Cagliari. Während Linie 30 die Schleife im Uhrzeigersinn befährt, verläuft Linie 31 in die Gegenrichtung. An der Piazza Repubblica besteht Übergangsmöglichkeit zur Metrocagliari.

## Geschichte

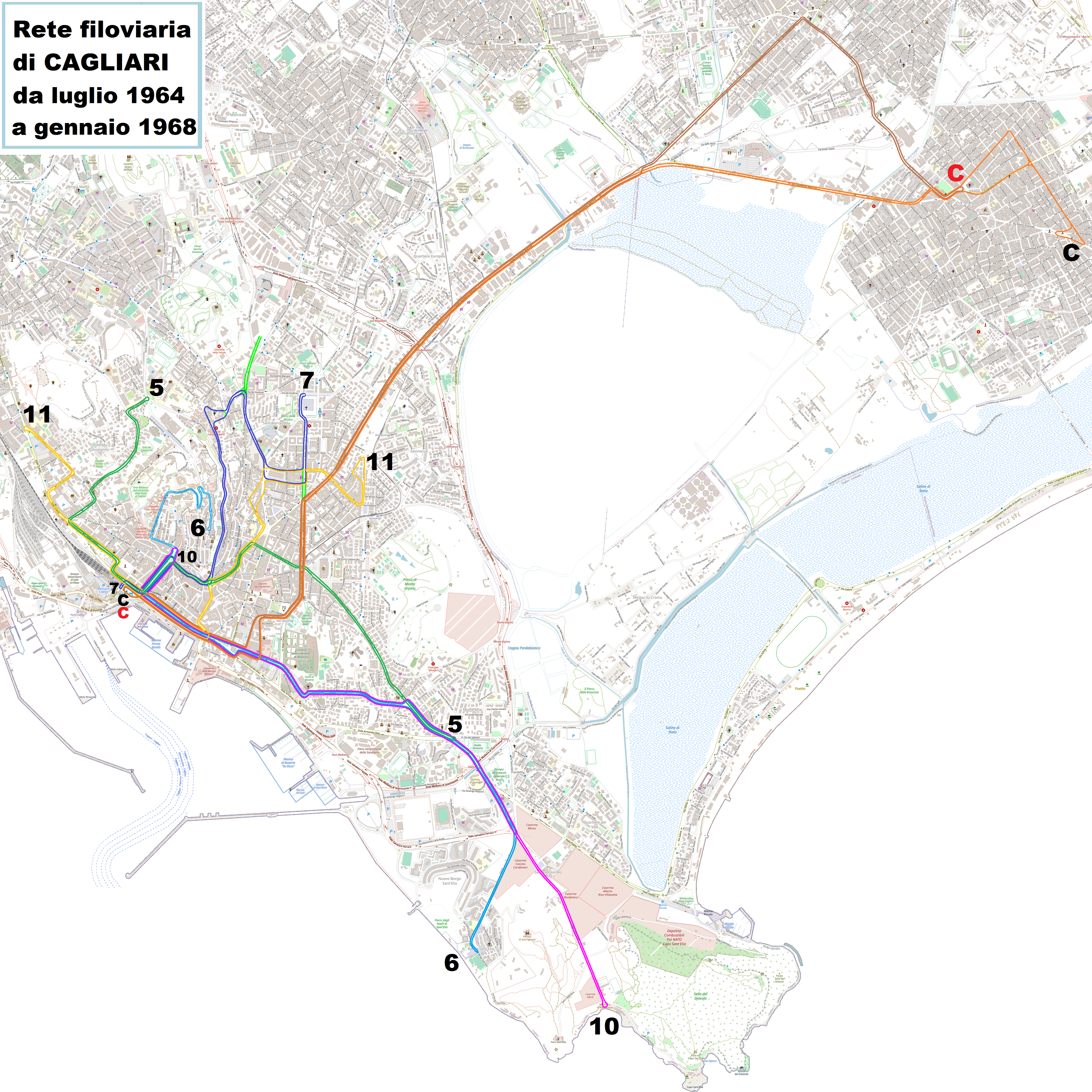
Liniennetz im Jahr 1968 zu seiner größten Ausdehnung

Im Dezember 1952 wurde die Linie 5 zwischen Piazza D’Armi und Piazza Amsicora elektrifiziert. Östlich des Bahnhofs folgt sie dem ehemaligen Streckenverlauf größtenteils noch heute, während sie früher jedoch nicht über die Via Roma am Hafen entlang, sondern durch die Via Manno in der Altstadt verlief. Bald darauf folgte die Linie 6, die durch die engen Altstadtgassen des Castello von der Piazza Palazzo über Via Roma und vorbei an der Basilika in Bonaria nach Borgo Sant’Elia verlief, wo unweit des Meeres eine Wendeschleife eingerichtet wurde. Die Linie 7 begann auf dem Bahnhofsvorplatz Piazza Matteotti und führte über Via Manno in das damalige Entwicklungsgebiet im Bereich der nördlichen Via Dante Alighieri.
Anfang der 1960er Jahre kamen zwei weitere O-Buslinien hinzu: Die Linie 10 von der Piazza Yenne zum Strand nach Calamosca folgte dabei über weite Abschnitte der bereits bestehenden Linie 6 während die Linie 11 ausgehend vom Crocicchio di Sant’Avendrace (der heutigen Piazza Trento) über Via Manno und Via Garibaldi, und Via Rossini das damalige Stadtentwicklungsgebiet Largo Genari erschloss.
1962 wurde mit der Einstellung der Überlandstraßenbahn von Cagliari über Pirri, Monserrato und Selargius nach Sant’Elena und der daraus resultierenden Einrichtung der Überland-O-Buslinien C rosso (rote Liniennummer) und C nero (schwarze Liniennummer) die größte Ausdehnung des Netzes erreicht. Die Strecke führte dabei direkt von Cagliari nach Selargius und Sant’Elena, Pirri und Monseratto erhielten einen Anschluss per Autobus. Während die rote Linie durch Selargius verlief und vor der Kirche in Sant’Elena endete, erschloss die an Selargius vorbeiführende schwarze Linie auch den Osten Sant’Elenas durch eine Streckenführung bis Piazza IV Novembre.
Ab den frühen 1970er Jahren schrumpfte das Netz dann zusehends. Zuerst wurden die Linien 10 und 11 eingestellt. Bis Ende des Jahrzehnts folgten dann auch die Linien 6 und 7, sodass ein Restnetz bestehend aus der Linie 5 und den beiden Überlandstrecken blieb. Ab 1990 wurde dann auch die letzte Stadtstrecke eingestellt und in Quartu Sant’Elena gab man 1993 die durch das Zentrum führende Trasse zur Piazza IV Novembre zugunsten der heute noch bestehenden Schleifenführung in beide Richtungen auf. Mit nur noch zwei Linien, die im Zuge der Einstellung die Bezeichnung CED und CES erhielten, hatte das Netz nun den stärksten Rückgang erreicht.
Ab 1998 entschied sich der Betreiber CTM wieder verstärkt auf Elektrofahrzeuge zu setzen. Nachdem ein großer Teil der Oberleitungen des alten Systems nach Betriebseinstellung hängen geblieben waren, stellte die Wiederaufnahme auf dem Teilabschnitt zwischen Piazza d’Armi und Piazza Amsicora der Linie 5 unter Einbezug von Fahrdrähten der alten 6 keine größeren Probleme dar. 2000 wurde die Strecke bis San Bartolomeo im Südosten erweitert, und 2002 sie im nördlichen Teil der Stadt eine neue Schleifenführung. Obwohl mehrfach Überlegungen vorhanden waren auch die Linie 6 wieder zu elektrifizieren, wurden die alten Leitungen im Jahr 2012 vorerst entfernt.

## Einrichtungen und Technik

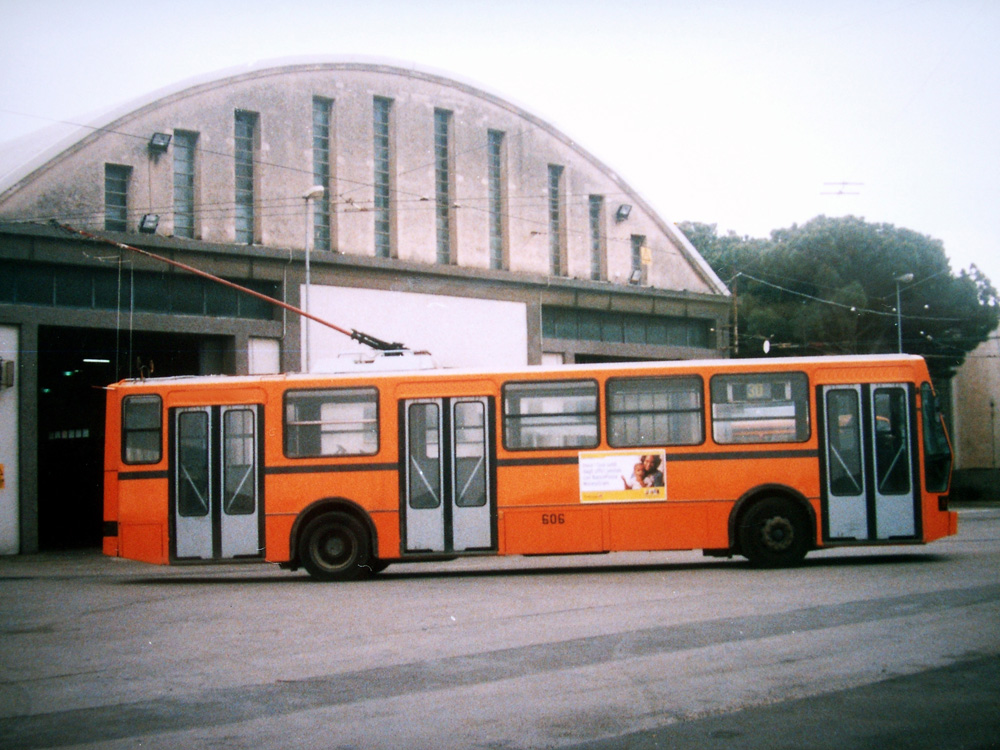
Ein Allen F140 vor dem Depot Santa Maria im Jahr 2007. Diese Fahrzeugserie wurde inzwischen verschrottet.

### Depot
Das Depot Santa Maria befindet sich an der Viale Francesco Ciusa und ist durch zwei Betriebsstrecken an das O-Busnetz angeschlossen.

### Einspurige Abschnitte
Eine Besonderheit im O-Busnetz Cagliari bildeten insgesamt drei Abschnitte, die mit nur einer Oberleitung für beide Fahrtrichtungen ausgestattet waren:
- Im Zentrum von Cagliari im Castello (Im Bereich der Piazza Indipendencia)
- Im Südosten von Cagliari auf der Via Calamosca (zwischen Vergine die Lluc und der Endhaltestelle Calamosca)
- In Sant’Elena in der Via Merello (zwischen Via Guglielmo Marconi und Via Sant’Antonio)

Während die Fahrdrähte im Castello und in Calamosca bereits länger verschwunden waren, existierte der Abschnitt in Sant’Elena noch bis 2012. Auch die Luftweichen waren hier weiterhin vorhanden. Seit Aufgabe der Wendeschleife Piazza IV Novembre war die Strecke jedoch funktionslos.

### Funktionslose Abschnitte

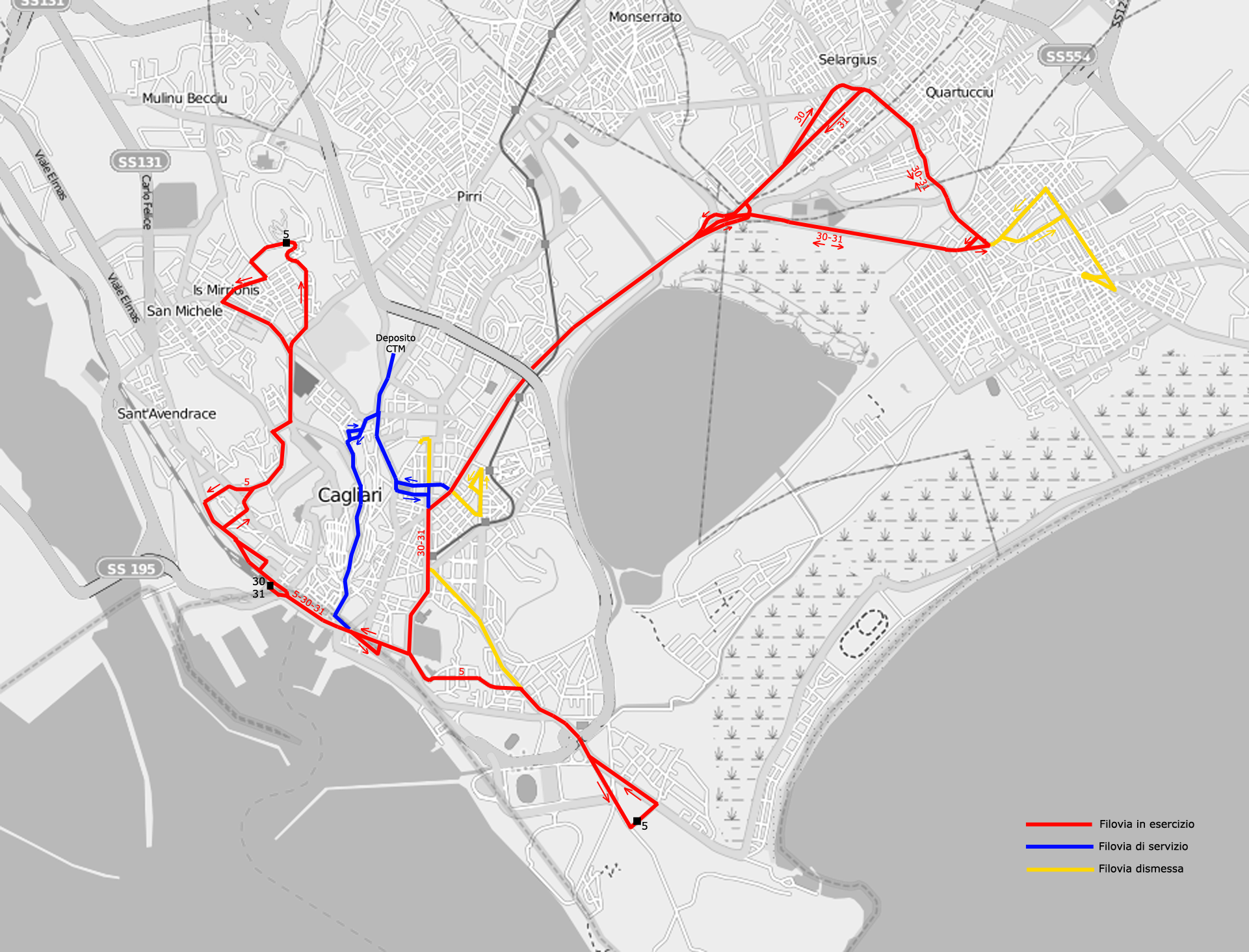
Liniennetz im Jahr 2009 mit Betriebsstrecken in blau und den ungenutzten Fahrleitungsabschnitten in gelb

Über Jahre zeugten zahlreiche Oberleitungsreste eingestellter Linien, die hängen blieben oder nicht komplett abgebaut wurden von der einstigen Größe des O-Busnetzes. Während Fahrleitungsreste in der Innenstadt schnell verschwunden waren, konnten sie sich über den Verkehrsstraßen der Stadt noch lange halten. Zuletzt existierten vom einstigen Stadtnetz noch folgende funktionslose Abschnitte:
- Via Sant’Elia (zwischen der ehemaligen Wendeschleife der Linie 6 an der Via dei Navigatori und der Viale San Bartolomeo)
- Via della Pineta ↔ Via Enrico Pessina (zwischen Piazza della Repubblica und Ponte Vittorio)
- Via Dante Alighieri (nördlicher Abschnitt bis Via Cao di San Marco ohne die bereits zuvor entfernte Schleife der Linie 7 in der Via Sant’Alenixedda)
- Via Francesco Petrarca ↔ Via Pergolesi ↔ Via Pierluigi da Palestrina (inklusive Wendeschleife der Linie 11 über Via Arrigo Boito → Via Gioacchino Rossini)

In Sant’Elena blieb auf folgenden Abschnitten die Oberleitung hängen:
- Via Armando Diaz → Via Sicilia → Via Guglielmo Marconi (Fahrstrecke und Zwischenwendeschleife der Linie Cn)
- Via Merello (einspuriger Abschnitt inklusive Wendeschleife der Linie Cn über Via Fiume → Piazza IV Novembre → Via Sant’Antonio)

2012 entschied sich der Betreiber die verbliebenen Leitungen zu entfernen, um Unterhaltskosten einzusparen.

## Fuhrpark

### Aktueller Fuhrpark
Für den Betrieb stehen heute 30 Solofahrzeuge zur Verfügung:
| Nummern | Stück | Hersteller      | Elektrik | Typ         | Art       | Baujahre | Bild |
| ------- | ----- | --------------- | -------- | ----------- | --------- | -------- | ---- |
| 701–716 | 16    | Solaris / Škoda | Cegelec  | Trollino 12 | Solowagen | 2012     |      |
| 719–732 | 14    | Van Hool        | Vossloh  | A330T       | Solowagen | 2016     |      |

Für 2015 war zudem die Auslieferung von 14 neuen Solo-Oberleitungsbussen vom Typ Van Hool A 330T geplant, deren elektrische Ausstattung von Vossloh Kiepe zugeliefert wird. Die Wagen sollen einen 100 kW starken Asynchron-Motor erhalten. Als Notfahreinrichtung ist bei zehn Fahrzeugen ein Dieselaggregat mit 100 kW elektrischer Leistung und bei vier Fahrzeugen ein Batteriehilfsantrieb vorgesehen. Der Auftragswert für den im Mai 2014 unterschriebenen Vertrag beläuft sich auf 7, 2 Millionen Euro. Die 14 Niederflurwagen werden dann die noch verbliebenen Socimi / Iveco ersetzen, von denen aktuell noch sechs Wagen (638, 639, 640, 644, 647 und 651) betriebsbereit sind. Der derzeit aus diesem Grund durchgeführte Mischbetrieb mit Dieselbussen kann mit Auslieferung der neuen Van Hools entfallen. Die Fahrzeuge sind seit 2016 im Einsatz und ersetzten dabei die Fahrzeuge des Typs 8845.

### Ehemaliger Fuhrpark
Seit Betriebsaufnahme kamen ausschließlich Wagen italienischer Produktion zum Einsatz. Einige Fahrzeugtypen, wie der Inbus F140 oder der Socimi 8839 wurden dabei nur in Cagliari eingesetzt.
| Nummern | Stück | Hersteller     | Elektrik | Typ         | Art       | Baujahre  | Einsatzende | Anmerkungen                                        | Bild |
| ------- | ----- | -------------- | -------- | ----------- | --------- | --------- | ----------- | -------------------------------------------------- | ---- |
| 501–509 | 09    | Fiat           |          | 668 Cansa   | Solowagen | 1952      | 1972        |                                                    |      |
| 551–561 | 11    | Fiat           |          | 2405 Casaro | Solowagen | 1955      | 1986        | 552 an das Museo Nazionale dei Trasporti La Spezia |      |
| 562–567 | 06    | Fiat           |          | 2405 Lancia | Solowagen | 1957      | 1971        |                                                    |      |
| 568–592 | 25    | Fiat           |          | 2405 Casaro | Solowagen | 1962      | 1989        |                                                    |      |
| 601–615 | 15    | Inbus / Breda  | Marelli  | F140        | Solowagen | 1981      | 2003        | 2008 verschrottet                                  |      |
| 616–635 | 20    | Socimi / Iveco | ABB      | 8839        | Solowagen | 1986      | 2012        |                                                    |      |
| 636–651 | 16    | Socimi / Iveco | ABB      | 8845        | Solowagen | 1991–1992 | 2016        |                                                    |      |